# Keila (folyó)
A Keila (észtül: Keila jõgi) Észtország északnyugati részén található folyó, amely a Louru-mocsárból ered. Rapla megyében található Juurutól délre, és a Finn-öbölbe ömlik 5 km-re Kuimetsa falutól. A folyó hossza 111,8 km, vízgyűjtő területe 669,3 km². Keila a leghosszabb folyó a Finn-öbölben, Észtország ötödik legnagyobb folyója. A fő mellékfolyói: Atla és Maidla.
A folyó sűrűn lakott területeken folyik keresztül, Keila városán is, ahol a helyi ipar felhasználja a vizét. A közelben található Észtország egyik legszebb vízesése, a Keila-vízesés (Keila juga). A 6 méter magas és körülbelül 65 méter széles vízesés gyakorlatilag leküzdhetetlen a tengerből érkező vándorló fajok számára, és befolyásolja a Keila-folyó állatvilágának összetételét. Különösen a folyó felső részén sok sügér és csuka él.

## Képgaléria

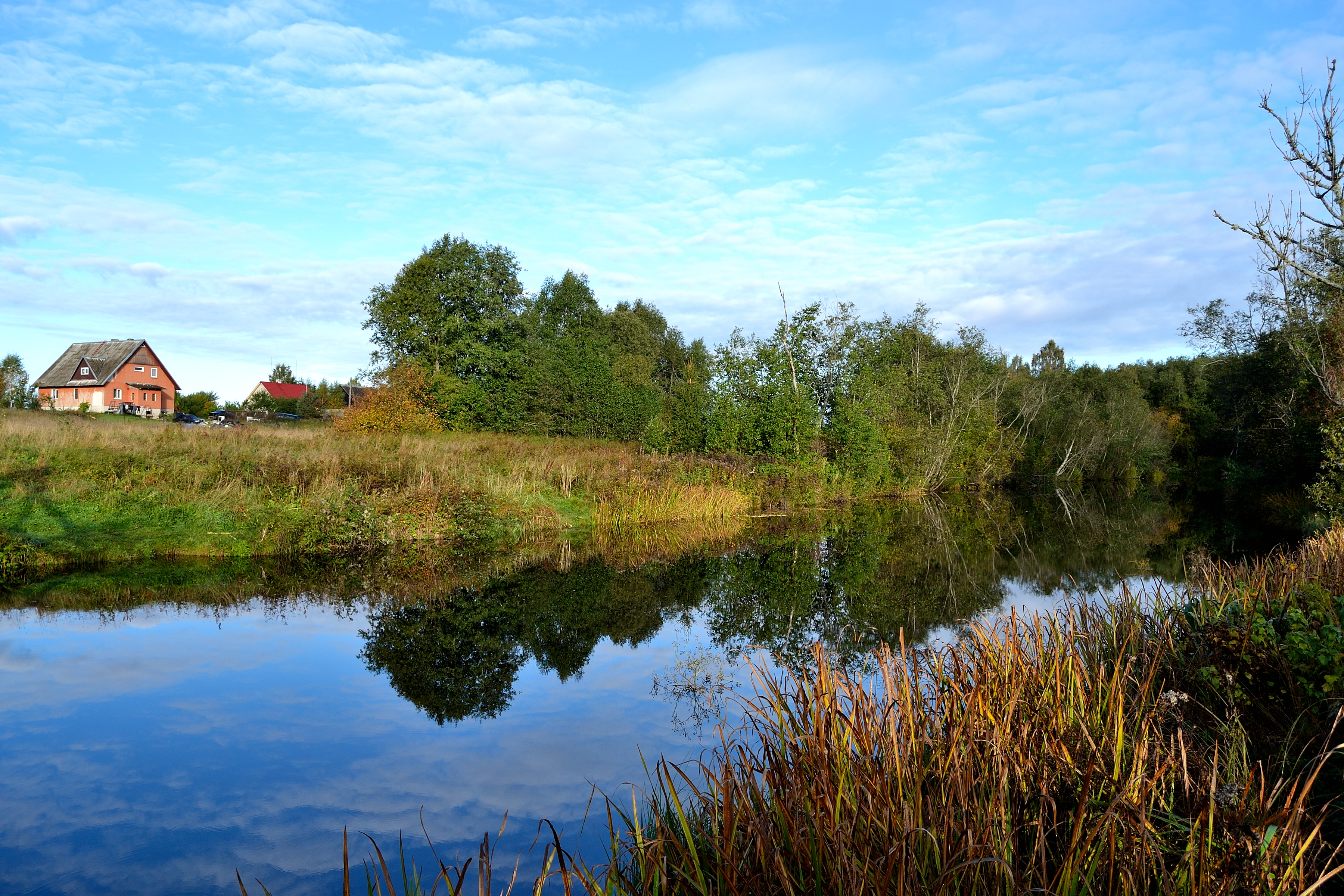
A Loone kastély előtt
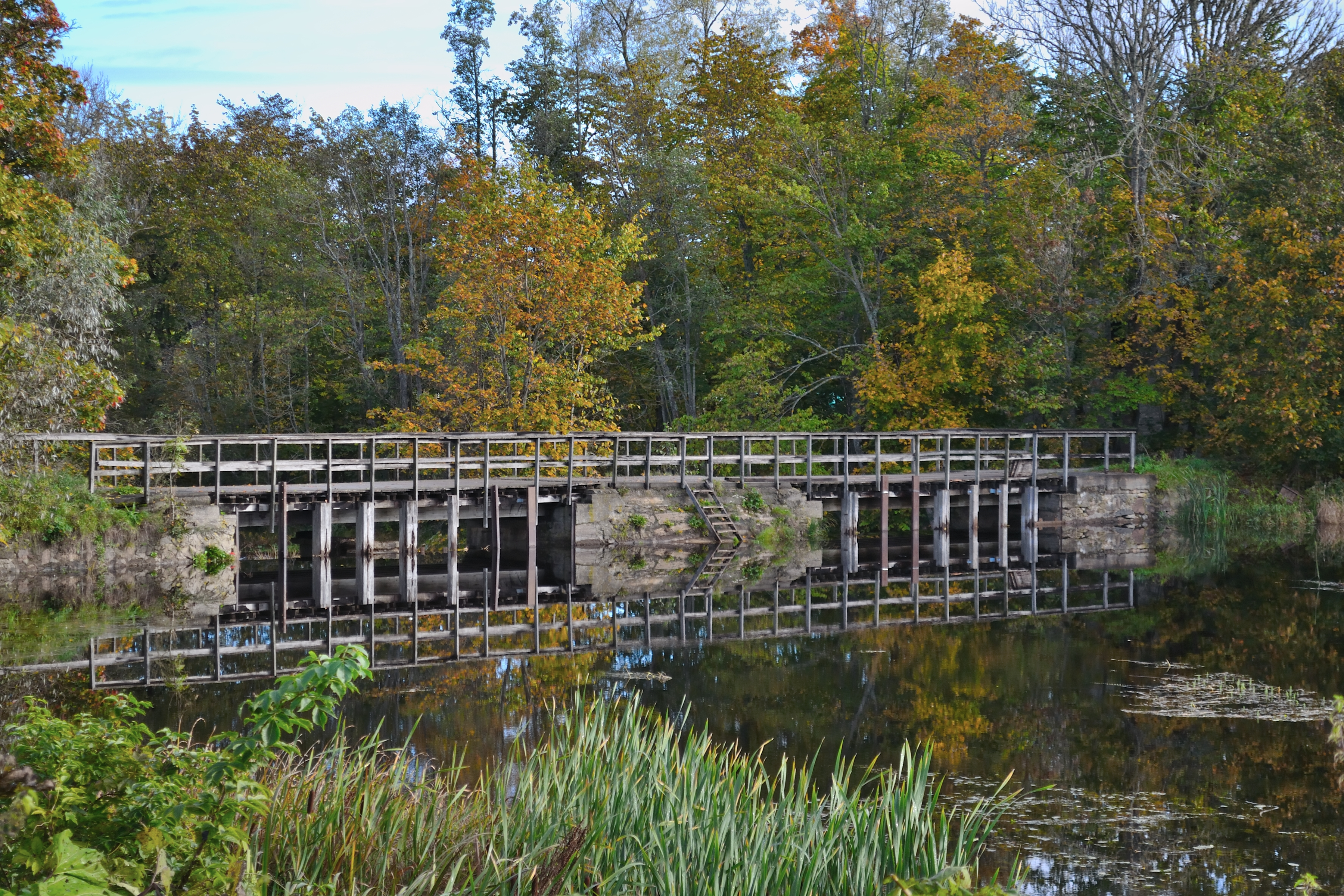
Malomgát Lohuban
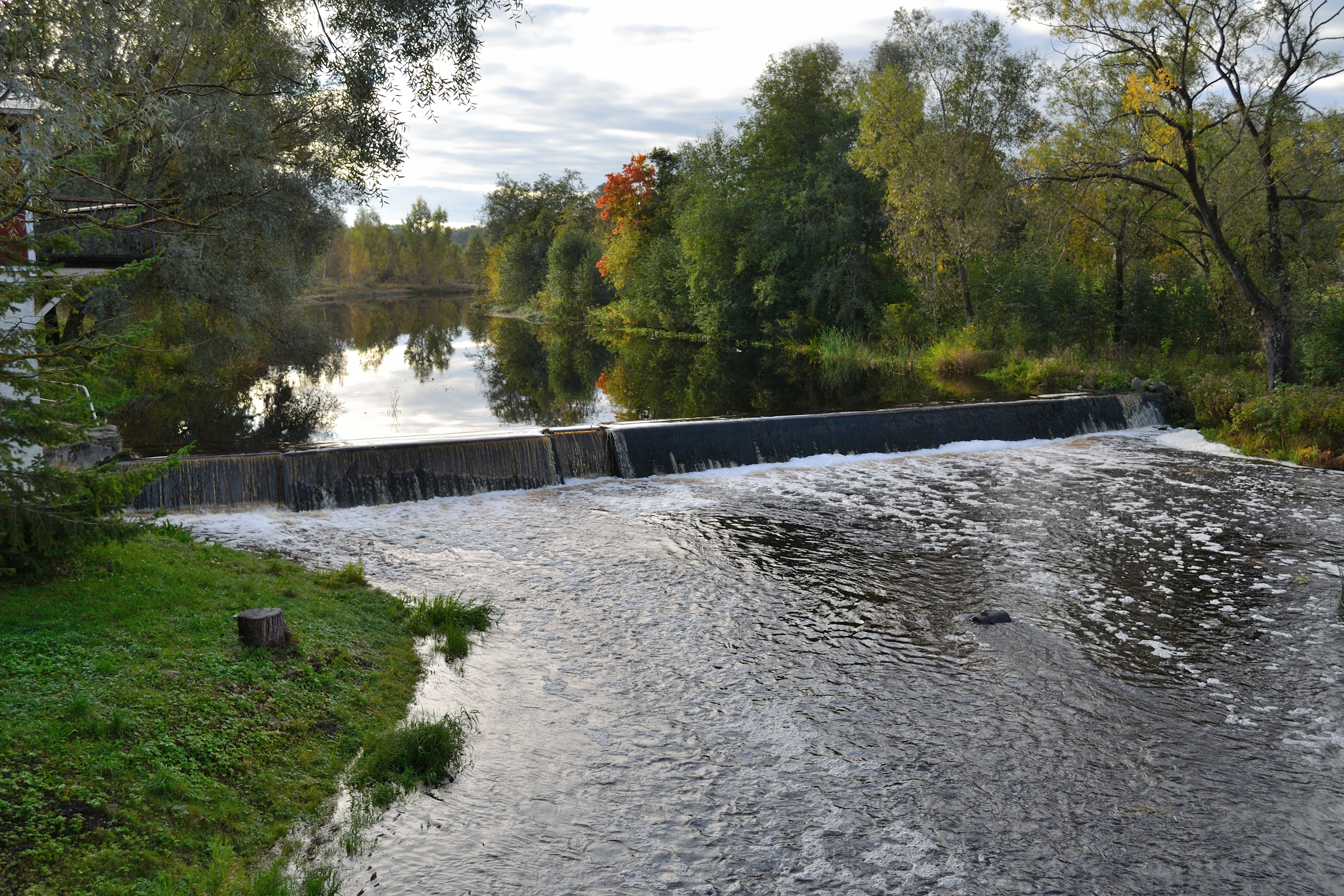
Kohila malomgát
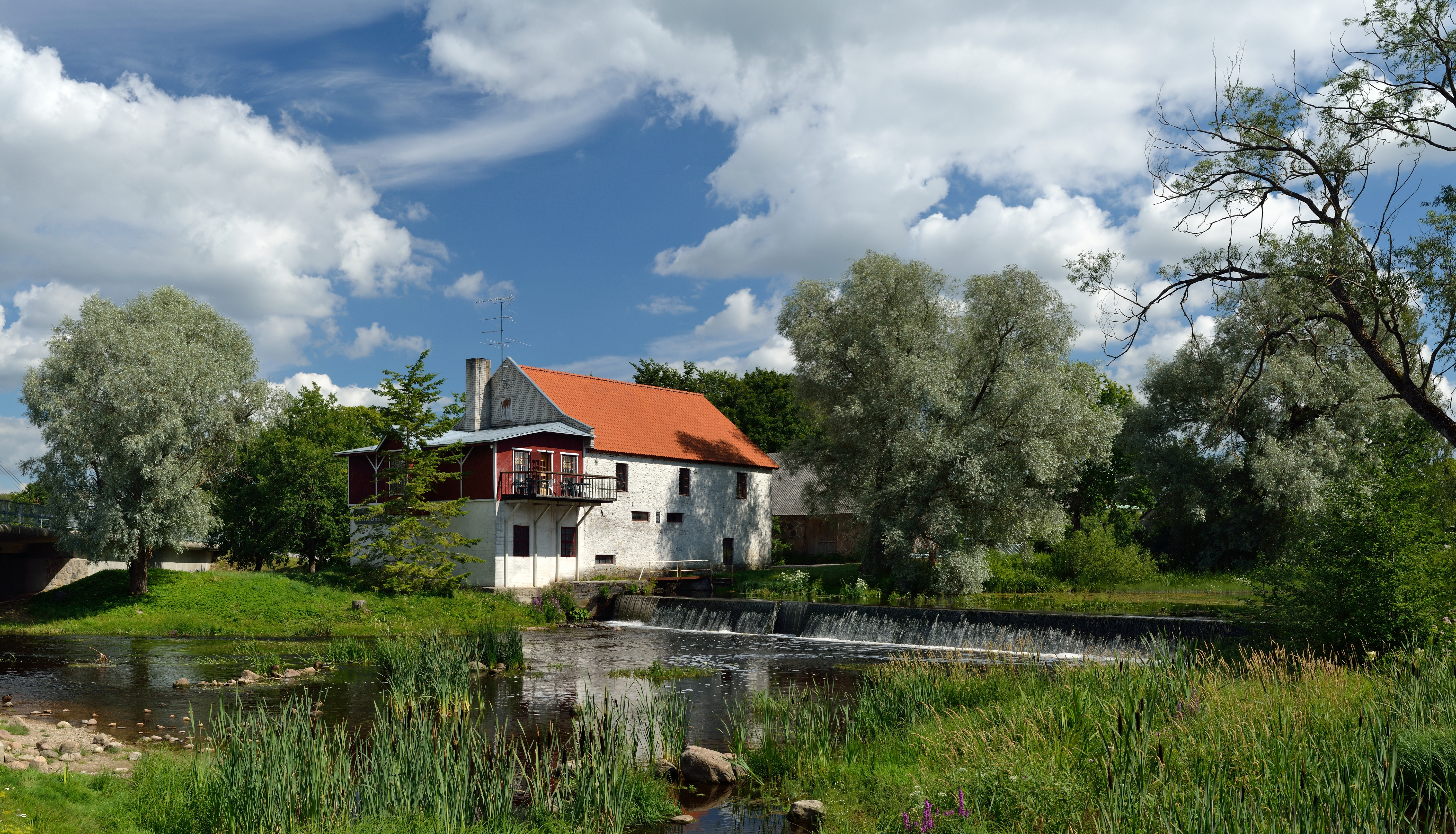
Kohila vízimalom
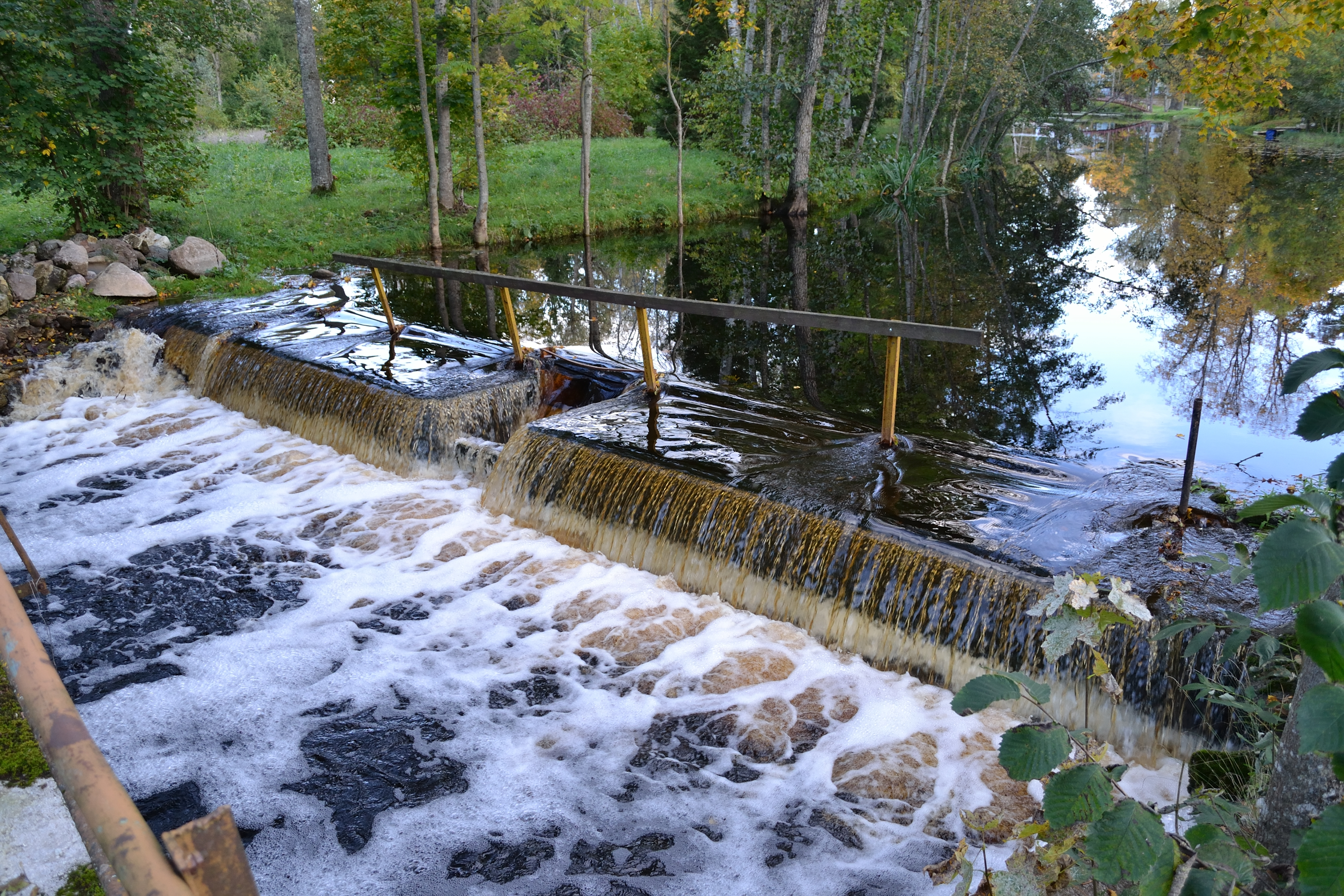
Ingliste kastélypark
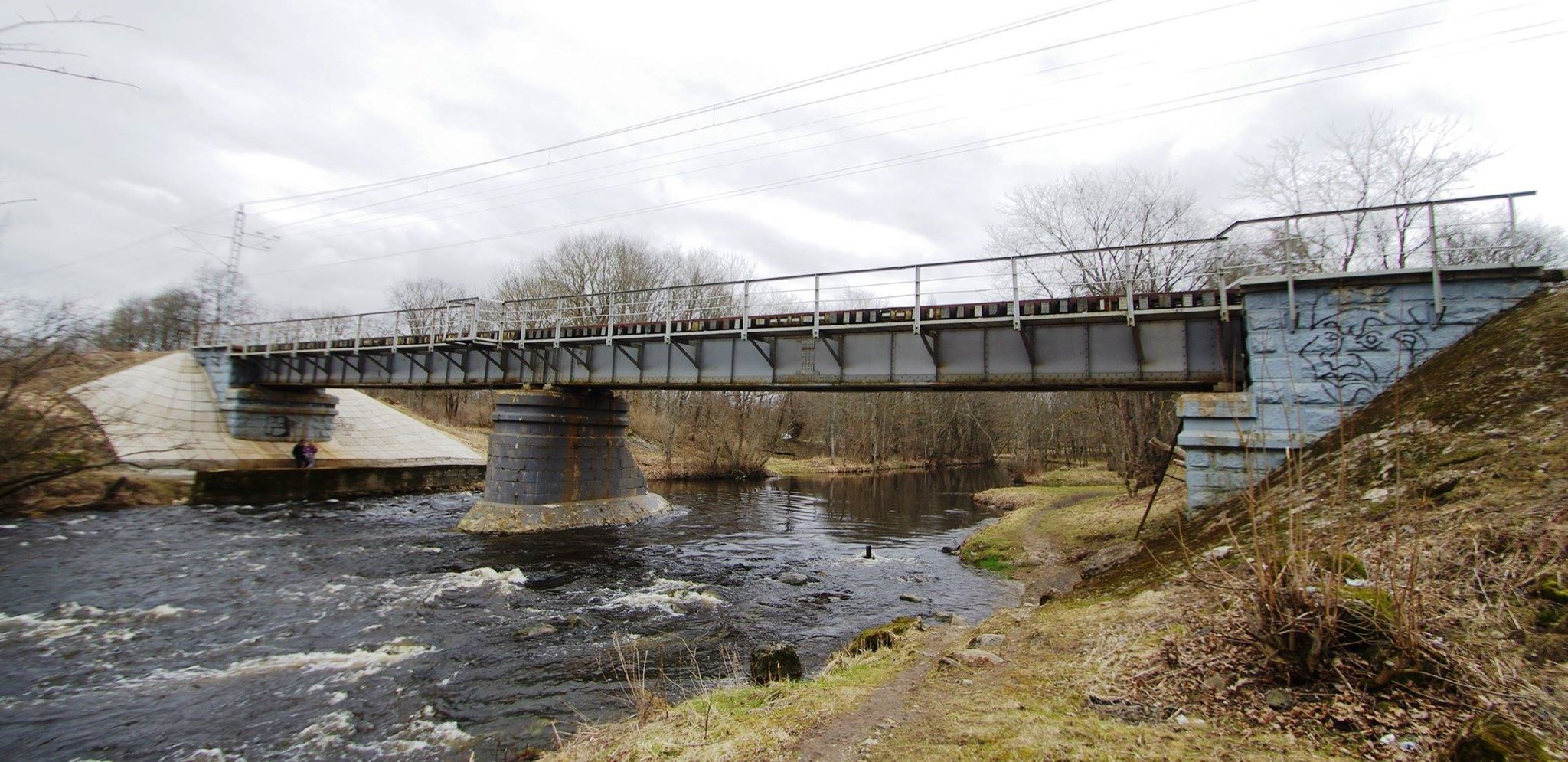
Vasúti híd a folyón
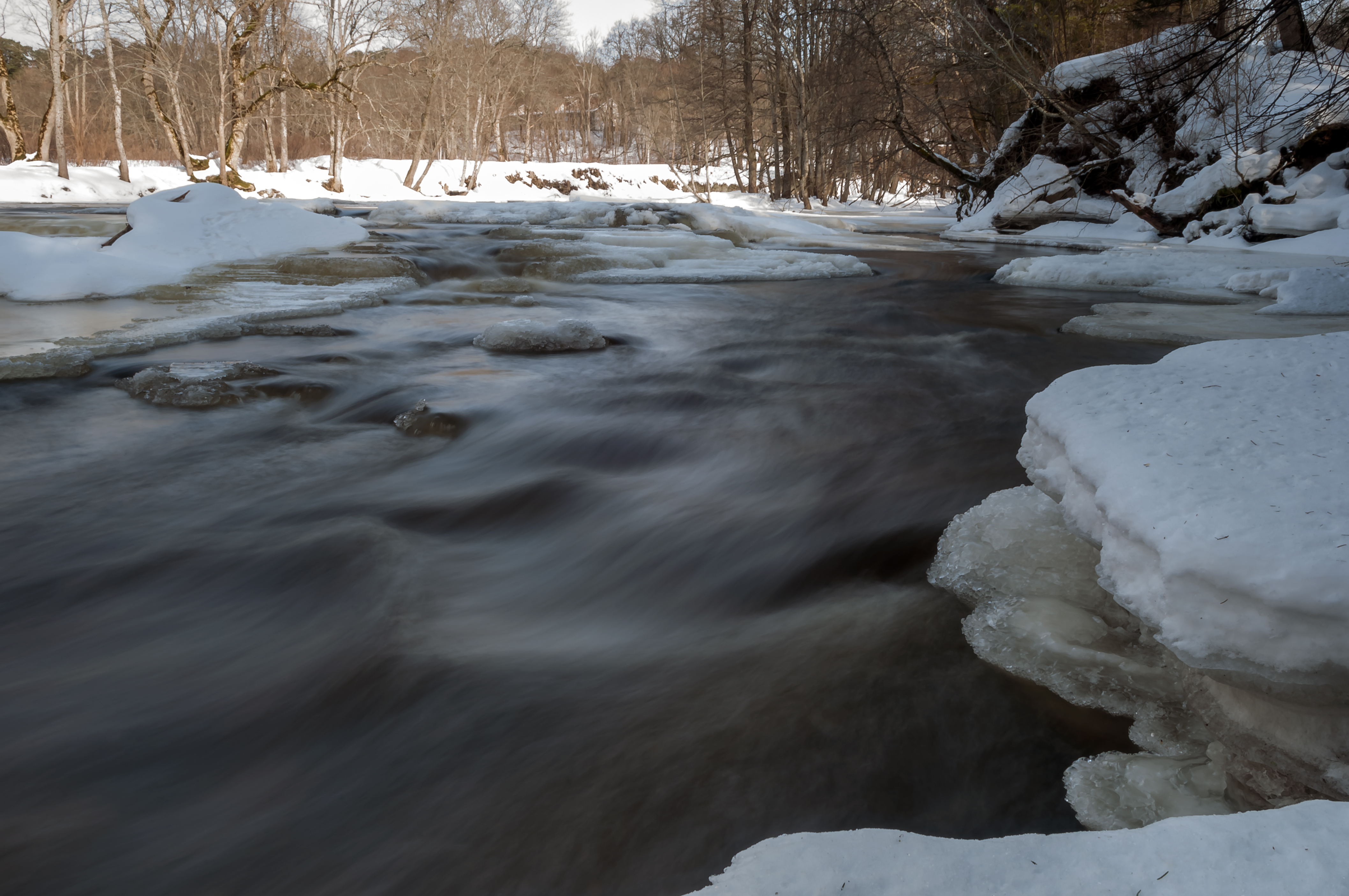
A folyó télen

## Fordítás
Ez a szócikk részben vagy egészben  a(z)   Кейла (река) című orosz Wikipédia-szócikk ezen változatának fordításán alapul.  Az eredeti cikk szerkesztőit annak laptörténete sorolja fel. Ez a jelzés csupán a megfogalmazás eredetét és a szerzői jogokat jelzi, nem szolgál a cikkben szereplő információk forrásmegjelöléseként.